# Ministère de la Santé (Italie)
Pour les articles homonymes, voir Ministère de la Santé.
Le ministère de la Santé de l'Italie (Ministero della Salute) est un département ministériel de la République italienne.
L'actuel ministre de la Santé est Orazio Schillaci depuis le 22 octobre 2022.

## Fonctions
Le ministère de la santé est l'organe central du service national de santé, auquel sont attribuées les fonctions relevant de l'État dans le domaine de la protection de la santé humaine, de la coordination du système national de santé, de la santé vétérinaire, de la protection de la santé sur le lieu de travail, de l'hygiène et de la sécurité alimentaire, sans préjudice des compétences exclusives des Régions, qui les exercent par le biais des agences sanitaires locales. Elle prépare le plan national de santé et assure le lien avec l'Organisation mondiale de la santé - OMS et l'Agence européenne des médicaments - EMA.

## Historique
Les origines du ministère remontent au décret royal n° 255 du 9 octobre 1861, qui a supprimé le secrétariat général du ministère de l'intérieur et créé quatre directions générales, dont la direction générale des œuvres pieuses et des œuvres de charité. Toutefois, le décret royal n° 482 du 10 mars 1862 a reconstitué le secrétariat général, en supprimant à nouveau les directions générales. Par la suite, le décret royal n° 4707 du 3 juillet 1887 a créé la Direction générale de la santé publique, toujours au sein du ministère de l'Intérieur..

### 1945 - ACIS
La situation est restée inchangée jusqu'au lendemain de la Seconde Guerre mondiale, lorsque, par le décret du Lieutenant Général n° 417 du 12 juillet 1945, la Direction générale a été supprimée et l'ACIS - Alto Commissariato per l'Igiene e la Sanità pubblica - Commission supérieure d'hygiène et de santé publique - a été créée à la Présidence du Conseil des ministres.

### 1958 - Ministère de la Santé

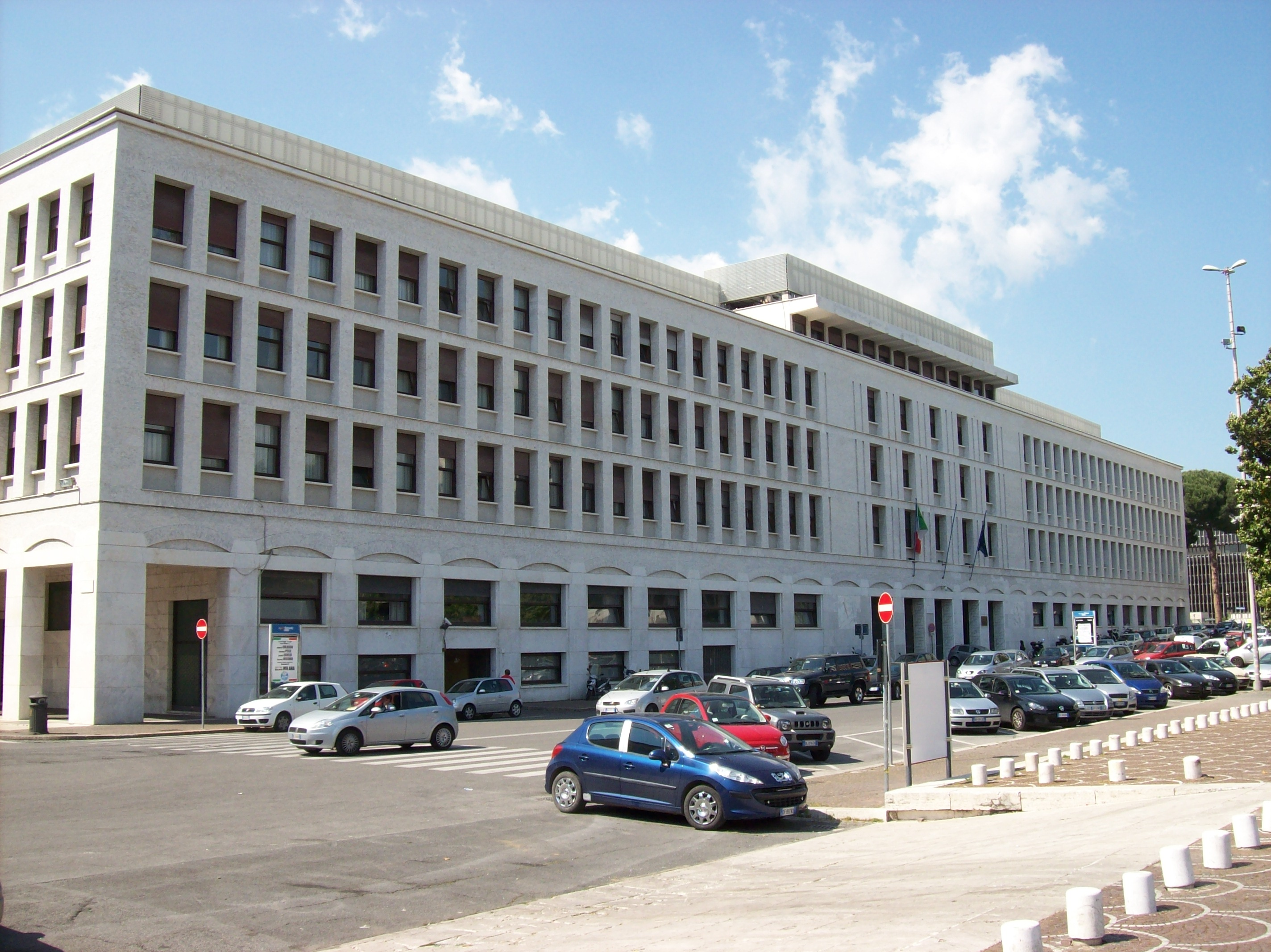
Le bâtiment construit en EUR comme siège du nouveau ministère (1958-60). Il a ensuite abrité le ministère de l'université et de la recherche et la bibliothèque du ministère de la santé.

Formellement, le ministère de la santé a été créé en tant que ministère de la santé, avec la loi 296 du 13 mars 1958, par séparation du ministère de l'intérieur, sous le gouvernement Fanfani II, et avec l'unification des fonctions du haut commissaire à l'hygiène et à la santé. La proposition du médecin Raffaele Caporali en 1957, l'année de sa mort, a été acceptée avec le projet de loi R. Caporali - Francesco De Bosio).

### 1978 - Service national de santé

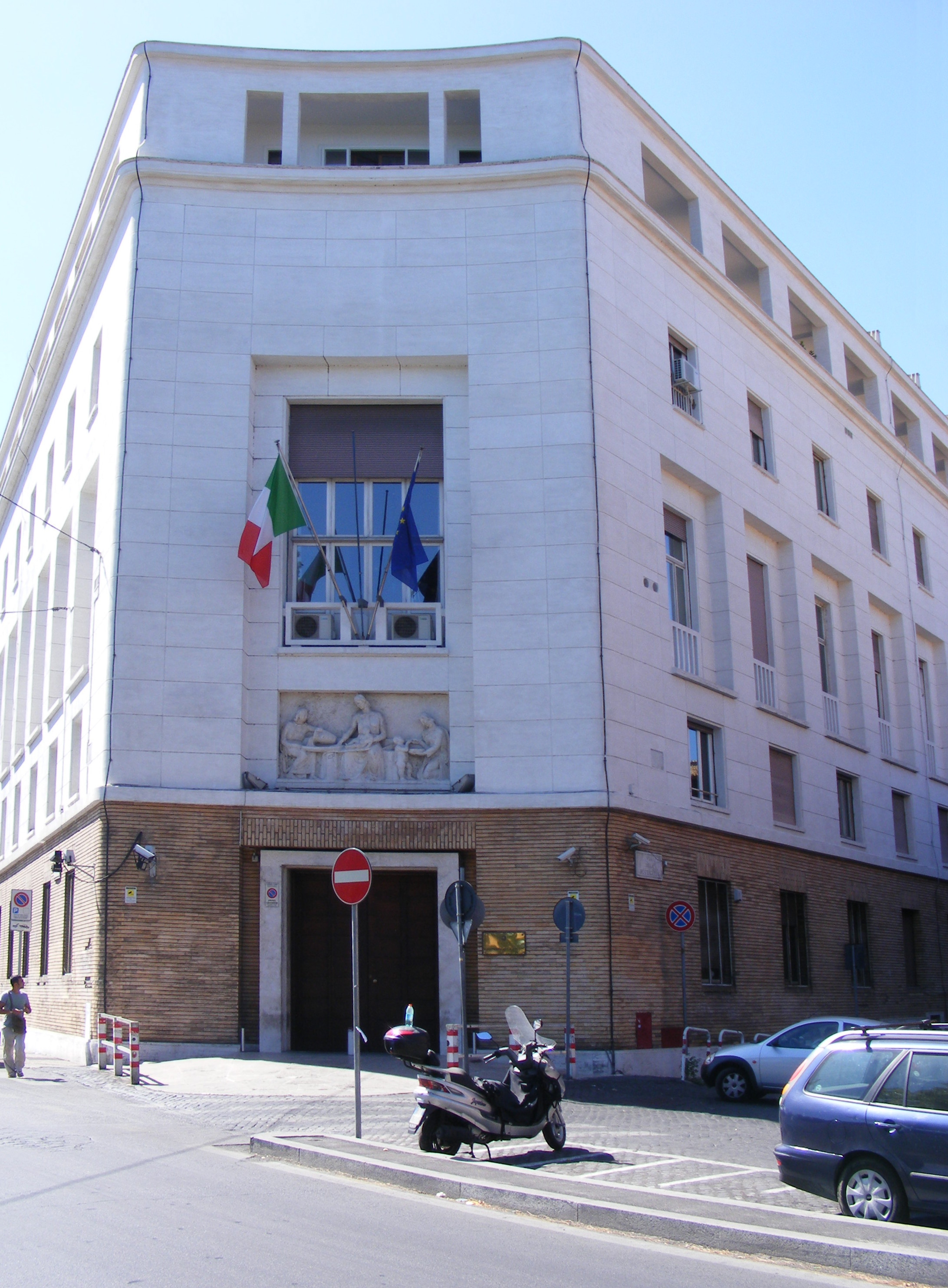
Siège du ministre à Lungotevere Ripa 1, Trastevere (à l'origine le siège de l'ONMI - Opera nazionale maternità e infanzia)

Avec la réforme de la loi n° 833/1978, le ministère est passé du statut de simple connexion des structures sanitaires à celui de chef du Service national de santé (servizio sanitario nazionale - SSN). Ses fonctions ont beaucoup varié avec l'accroissement progressif des pouvoirs des régions : l'article 117 de la Constitution a placé la santé parmi les matières réservées aux compétences régionales.
Avec la réforme Bindi et la réforme Bassanini au cours des années 90, les compétences du ministère au niveau central sont restées très limitées, également en raison de la nouvelle modification de l'art. 117 de la Constitution, qui a complètement transféré les compétences de l'organisation sanitaire aux Régions (réforme du Titre V de la Constitution, constitutionnalisant ce qui avait déjà été fait il y a des années par une loi ordinaire par les gouvernements de l'Olivier).
Pour ces raisons, la réforme Bassanini sur l'organisation du gouvernement, le décret législatif n° 300/1999, l'a supprimé (mais seulement à partir de 2001) alors que ses compétences résiduelles auraient dû passer au ministère du travail, de la santé et des politiques sociales. En fait, avant la mise en œuvre effective de la réforme Bassanini, ces compétences ont été transférées au ministère de la santé, créé par la loi n° 317 du 3 août 2001, par le gouvernement Berlusconi II de l'époque, et séparées du ministère susmentionné, dont le nom a été changé en ministère du travail et des politiques sociales.
La loi de finances pour 2008 (loi n° 244 du 24 décembre 2007) prévoyait la reconstitution des 12 ministères prévus par la réforme Bassanini du décret législatif n° 300/1999, avec la fusion conséquente du ministère de la santé dans le ministère du travail, de la santé et des politiques sociales susmentionné. Toutefois, après seulement un an environ, il a été jugé nécessaire de séparer les compétences en matière de santé du nouveau ministère et le gouvernement a présenté un projet de loi pour le rétablissement du ministère de la santé.
La loi 172 du 13 novembre 2009, entrée en vigueur le 13 décembre 2009, a définitivement séparé le ministère de la santé du ministère du travail, de la santé et des politiques sociales susmentionné et a rétabli le ministère du travail et des politiques sociales.

## Organisation
Le ministère est organisé avec des bureaux dépendant directement de la direction politique et avec des bureaux administratifs.
Il rend compte directement au ministre et aux sous-secrétaires d'État :
- les bureaux de la collaboration directe
- le Secrétariat général
- la bibliothèque

L'organisation du ministère est divisée en quatre départements, eux-mêmes divisés en directions générales (DG):
- Le département de la qualité, divisé en trois directions générales :
  - DG Planification de la santé, niveaux de soins et principes du système éthique
  - DG Ressources humaines et professions de la santé
  - Système d'information de la DG
- Le département de l'innovation, divisé en trois directions générales :
  - DG Médicaments et Dispositifs médicaux
  - DG Recherche scientifique et technologique
  - DG Personnel, Organisation et Budget
- Le département "Prévention et communication", divisé en trois directions générales
  - DG Prévention de la santé
  - DG Communication et relations institutionnelles
  - DG Relations avec l'Union européenne et relations internationales
- Le département de la santé publique vétérinaire, de la nutrition et de la sécurité alimentaire, divisé en deux directions générales et un secrétariat.
  - DG Santé animale et médecine vétérinaire
  - DG Sécurité alimentaire et nutrition
  - Secrétariat national pour l'évaluation des risques de la chaîne alimentaire

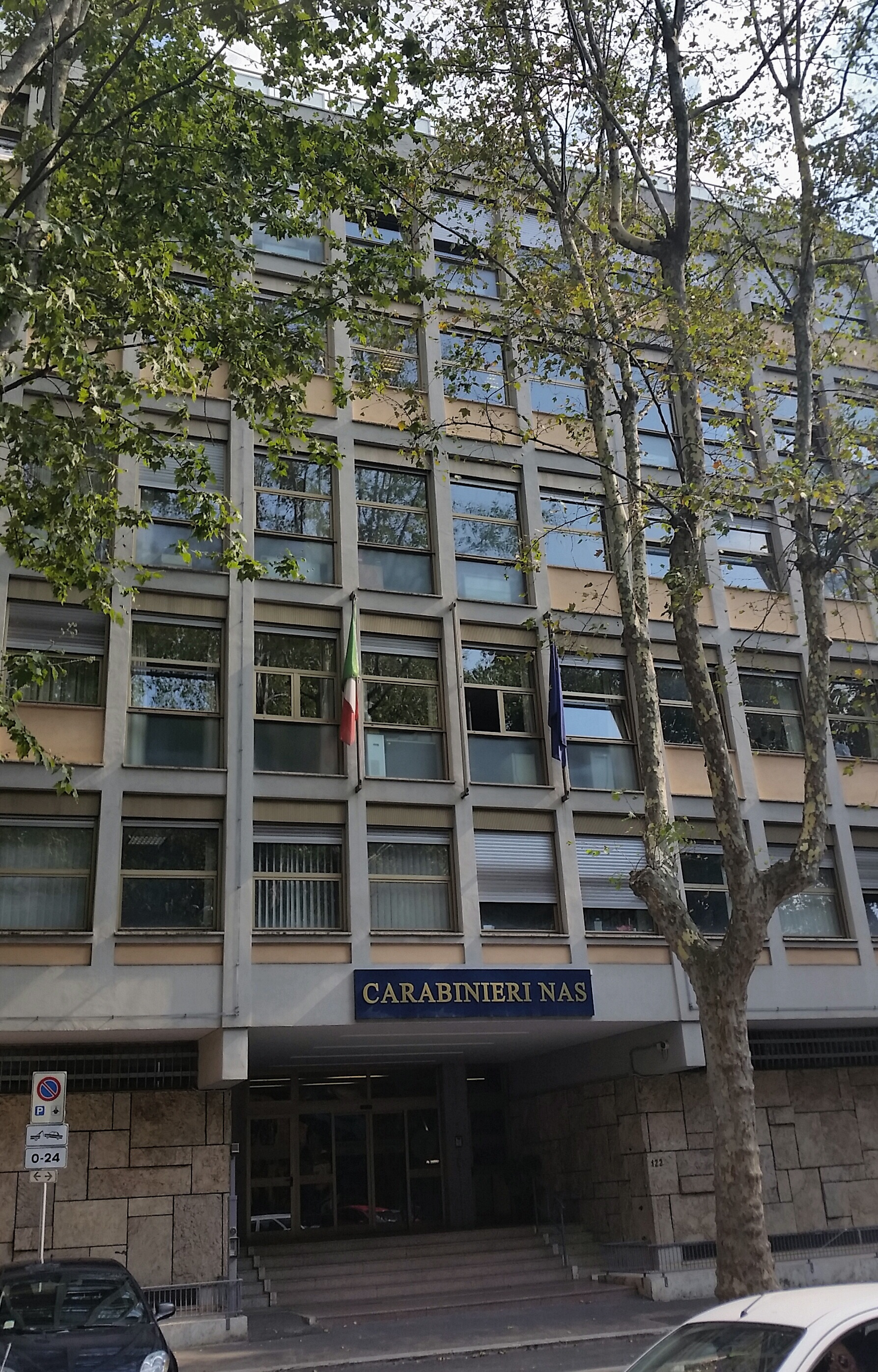
Siège de la NAS à Rome.

Le commandement de la protection sanitaire des carabiniers (anciennement nuclei anti-sofisticazioni - NAS) dépend fonctionnellement du ministre de la Santé. Il dispose d'un commandement central, de trois commandements de groupes de protection sanitaire (groupes TS) et de 35 unités anti-subsistance (NAS) répartis sur tout le territoire.

## Structures périphériques
Les bureaux territoriaux suivants dépendent du ministère :
- 12 bureaux sanitaires maritimes, aériens et frontaliers - (uffici di sanità marittima, aerea e di frontiera - USMAF), qui sont des bureaux du ministère situés dans les principaux ports et aéroports afin de surveiller le risque de maladies importées.
- 17 offices vétérinaires pour l'exécution des obligations communautaires (Uffici Veterinari per gli Adempimenti degli obblighi Comunitari - UVAC) sont chargés de l'assistance entre les autorités administratives nationales et communautaires dans le domaine de la législation vétérinaire et zootechnique, situés sur l'ensemble du territoire national.
- 38 postes d'inspection frontaliers - (posti di ispezione frontaliera - PIF) - sont les bureaux du département qui effectuent des contrôles frontaliers en matière de santé animale.
- 27 services de santé des gens de mer - (servizi assistenza sanitaria naviganti - SASN), c'est-à-dire les bureaux relevant du ministère qui fournissent une assistance sanitaire au personnel du transport maritime ou aérien.

## Entités surveillées
Sous la tutelle du ministre de la Santé, il existe également plusieurs organismes composant le Service national de santé, qui ont trouvé leur interlocuteur national au sein du ministère. Ils le sont :
- le Conseil supérieur de la santé (Consiglio superiore di sanità), institué par l'édit royal du roi Carlo Alberto du 30 octobre 1847, est l'organe consultatif technique et scientifique du ministre de la santé. L'organisation et le fonctionnement actuels du Conseil supérieur de la santé sont régis par le décret législatif n° 266 du 30 juin 1993 et le décret ministériel n° 342 du 6 août 2003, qui prévoient cinq sections traitant de diverses questions sociales et sanitaires.
- l'Institut supérieur de la santé (Istituto Superiore di Sanità), régi par le décret législatif n° 419 du 29 octobre 1999, en tant qu'organe technico-scientifique du système sanitaire national. Il exerce des fonctions de recherche, d'expérimentation, de contrôle, de documentation et de formation dans le domaine de la santé publique. Il est composé de laboratoires de contrôle et de recherche.
- l'Agence nationale des services régionaux de santé - (Agenzia nazionale per i servizi sanitari regionali - AGENAS) est un organisme de droit public doté de la personnalité juridique qui joue un rôle de liaison et d'aide à la décision pour le ministère et les régions sur les stratégies de développement du service national de santé ;
- les instituts d'hospitalisation et de soins à caractère scientifique - (istituti di ricovero e cura a carattere scientifico - IRCCS), sont des instituts d'hospitalisation et de soins à caractère scientifique, des hôpitaux d'excellence qui poursuivent des recherches dans le domaine biomédical et dans l'organisation et la gestion des services de santé, sous la tutelle du ministère ;
- les Instituts Zooprophylactiques Expérimentaux (istituti zooprofilattici sperimentali - IZS) sont des organismes de santé publique dotés d'une autonomie de gestion et d'administration, qui représentent l'outil technique et opérationnel du Service Sanitaire National en ce qui concerne : la santé animale, le contrôle sanitaire et de qualité des aliments d'origine animale, l'hygiène du bétail et la relation correcte entre les établissements humains, animaux et environnementaux. Au nombre de dix, ils regroupent les compétences pertinentes dans un cadre suprarégional ;
- l'Agence italienne des médicaments - (Agenzia italiana del farmaco - AIFA) est un organisme de droit public qui opère sur la base des orientations et de la supervision du ministère, de manière autonome, transparente et rentable, en collaboration avec les régions, l'Institut supérieur de la santé, les instituts d'hospitalisation et de soins scientifiques, les associations de patients, les médecins et les sociétés scientifiques, les fabricants et les distributeurs de médicaments, afin de fixer des normes ;
- l'Institut national pour la promotion de la santé des populations migrantes et l'éradication de la pauvreté - (Istituto Nazionale per la promozione della salute delle popolazioni Migranti e per il contrasto delle malattie della Povertà - INMP) est une entité juridique publique créée en 2007 pour relever les défis sociaux et sanitaires posés par les populations les plus vulnérables ;
- la Croix-Rouge italienne - (Croce Rossa Italiana - CRI) en tant qu'organisme de soins de santé en liaison avec la Croix-Rouge internationale là où des secours sont nécessaires, en temps de guerre comme en temps de paix.

## Commissions et organes consultatifs
Plusieurs commissions et organes consultatifs sont situés au sein du département :
- Commission nationale pour la lutte contre le SIDA
- Commission pour la surveillance et le contrôle du dopage et pour la protection de la santé dans les activités sportives
- Commission consultative pour les produits biocides
- Groupe de travail sur l'état végétatif et l'état de conscience minimale
- Comité interministériel de la biotechnologie
- Centre national de prévention et de contrôle des maladies (CCM)
- Commission unique des dispositifs médicaux (CUD)
- Table de travail sur les interventions en matière de santé et de réadaptation en faveur des personnes handicapées
- Commission nationale de l'éducation médicale continue
- Noyau d'évaluation et de vérification des investissements publics dans les soins de santé
- Comité pour l'égalité des chances (CPO)
- Observatoire national de la profession intra-muros
- Commission sur l'adéquation des prescriptions
- Commission nationale pour la définition et l'actualisation des niveaux essentiels de soins
- Groupement conjoint pour la mise en œuvre du programme "Guadagnare salute".
- Commission nationale pour la recherche en santé
- Groupe de travail technique et scientifique dans le domaine de la recherche biomédicale
- Conseil technique permanent du système transfusionnel
- Commission pour la protection des animaux d'élevage et de boucherie
- Comité national pour la sécurité alimentaire (CNSA)
- Commission unique pour la diététique et la nutrition
- Comité consultatif sur les produits phytopharmaceutiques
- Comité consultatif pour la délivrance de licences de publicité sanitaire

### Titulaires
- Liste des ministres italiens de la Santé

## Source
- (it) Cet article est partiellement ou en totalité issu de l’article de Wikipédia en italien intitulé « Ministero della salute » (voir la liste des auteurs).